# Propomacrus cypriacus
Propomacrus cypriacus — жук из подсемейства Euchirinae в составе пластинчатоусых жуков.

## Описание
Крупные продолговатые жуки. Голова маленькая, наличник спереди трапециевидно сужен и на переднем крае несколько закруглен. Надкрылья продолговатые, с закругленными боками и сильными плечевыми буграми. Пигидий небольшой, плоский. Грудь в рыжих волосках. Передние ноги у самца сильно удлинённые. Передние бедра самца длинные, спереди посредине несут зубец, передние голени также сильно удлинены, изогнуты, снаружи имеют многочисленные зубцы.

## Ареал
Эндемик острова Кипр. Известен из разрозненных мест обитания по всему Кипру (Орга, Акамас, Мора, Кейп-Андреас, Панагия, Алетрико, Вреция, Келефос и Корфи). Также имеются находки от Аматуса и Лемесоса.

## Биология
Облигантный сапроксильный вид. Обитает в древостоях старых деревьев Quercus infectoria и реже в низменностях со старыми деревьями Ceratonia siliqua. Часто встречается в лесополосах и одиночных древостоях старых деревьев, вдоль улиц, рек или в парках, а также в садах. Личинки обнаружены в гниющей древесине Quercus infectoria veneris, Ceratonia siliqua.